# 22 (getal)
22 (tweeëntwintig) is het natuurlijke getal volgend op 21 en voorafgaand aan 23.

## In wiskunde
Tweeëntwintig is:
- een samengesteld getal, met zuivere delers 1, 2 en 11. Het is een Smithgetal.
- een pentagonaal getal en een gecentreerd heptagonaal getal.
- het enige begingetal voor een rij van Conway waarvoor de rij niet divergeert.

## In natuurwetenschap
- Het atoomnummer van titanium.

## In de tijdsrekening
- Tweeëntwintig uur (22.00 uur) is tien uur in de avond.

## In numerologie
- Het getal 22 is significant in veel systemen van numerologie, meestal het Meester Bouwer of Spiritueel Meester in Vorm. Dit 'meestergetal' heeft alle attributen van het getal 2, tweemaal, en ook die van de 4. Mensen die 22 zijn voelen zichzelf alsof ze leven in twee werelden, een overheerst door het mondaine, het andere door fantasie.

- In het traditionele Tarot, zijn er 22 majeure arcana kaarten (genummerd 0-21, echter, dus het is een kwestie van interpretatie of de Dwaas of de Wereld kaart 22 is).

- Het is bijna altijd geassocieerd met harde werkers.

## Overig
Tweeëntwintig is:
- het aantal letters in het Hebreeuws alfabet.
- In de Kabbala, het aantal paden in het sephiroth.
- In de titel van Joseph Hellers roman Catch-22, en het gezegde catch 22.
- Het jaar 22 B.C., het jaar A.D. 22, 1922 of 2022